# Massimo di Lello di Cecco
Massimo Massimo, in vita conosciuto come Massimo di Lello di Cecco (in latino: Maximus Lelli Cecchi) (Roma, 1395 circa – Roma, 1465), è stato un mercante italiano, il primo ad aver assunto il cognome della famiglia Massimo (de Maximis).

## Biografia
Massimo era figlio di Lello di Cecco de Maximo (morto nel 1420), speziale e titolare di un banco di pegni nel rione Sant'Eustachio a Roma; a sua volta Lello era figlio di Cecco di Lello, un facoltoso mercante che nel 1349 sottoscrisse gli statuti dell'arte della lana.
Massimo fu uno dei pochi mercanti romani a fare concorrenza a Roma ai mercanti fiorentini; fu infatti commerciante di bestiame, spezie e sostanze medicinali, metalli, allume, stoffe, filati e altri prodotti di pregio. La sede principale dell'attività commerciale, in società con lo speziale Cecco Butii dello Ciecho, era una spezieria posta in prossimità del Pantheon, sotto l'intestazione «Massimo di Liello Cecho e conpagni speziali in piaza a Santa Maria Ritonda». Si dedicava inoltre all'attività di prestatore di denaro e alla trasformazione delle materie prime importate in prodotti finiti; possedeva, per esempio alcune ferriere nelle quali operavano operai alle sue dipendenze e vendeva alla Camera apostolica ferro per le bombarde di Castel Sant'Angelo. Massimo era inoltre proprietario di grandi appezzamenti di terreno, fra cui la tenuta di Torrimpietra acquistata nel 1457 dagli Anguillara, e di proprietà immobiliari a Roma. Oltre alla propria abitazione nel Parione, di fronte all'area dove sarà costruito il Palazzo Massimo alle Colonne, Massimo possedeva numerosi immobili sia per uso abitativo che commerciale. 
Negli statuti del 1430 della Società di San Lorenzo in Miranda, alla quale faceva capo l'Universitas Aromatorium (la corporazione degli speziali), Massimo è indicato come notaio della stessa Società. Ricoprì cariche pubbliche municipali (caporione, conservatore di Roma). Fu sospeso da questi incarichi quando suo fratello Giacomo fu coinvolto nella congiura di Stefano Porcari contro papa Niccolò V (gennaio 1453); ma nel 1454 ricoprì di nuovo la carica di conservatore. Probabilmente i rapporti fra i due fratelli non erano buoni, visto che nel maggio 1464 Giacomo e Massimo furono in causa per l'eredità dell'altro fratello Paolo. 
Massimo sembra sia stato il primo a essersi fregiato del nome di famiglia «de Maximis», forse la stessa che durante il XII secolo possedette il Trullo omonimo presso la via Portuense e discendente da un nobilis vir Leone de Maximis sepolto in Sant'Alessio al principio dell'XI secolo, quale segno di appartenenza all'aristocrazia municipale romana. Massimo sposò Francesca di Mancino de Lutiis dalla quale ebbe diversi figli fra cui Pietro, il primogenito, e Francesco. Qualche decennio dopo i suoi discendenti cominciarono a far risalire le origini della famiglia alla Gens Fabia dell'antica Roma e, in particolare, a Quinto Fabio Massimo.